# Зелёное (Судак)
Зелёное (до 1948 года Каргалы́к; укр. Зелене, крымскотат. Qarğalıq, Къаргъалыкъ) — исчезнувшее село в Судакском регионе Республики Крым, располагавшееся на севере территории горсовета. Включено в состав села Грушевки; сейчас — часть села, южнее автодороги P-23 Симферополь — Феодосия.

## История
По мнению А. Л. Бертье-Делагарда Каргалык, как De Cara ihoclac, упоминается в договоре Генуи с Элиас-Беем Солхатским 1381 года, но в других доступных источниках название до 1836 года не встречается. На карте 1836 года в деревне Каргалык, с припиской Отрада русская, 10 дворов, а на карте 1842 года обозначен условным знаком «малая деревня» (это означает, что в нём насчитывалось менее 5 дворов).
В 1860-х годах, после земской реформы Александра II, деревню приписали к Салынской волости. Согласно «Списку населённых мест Таврической губернии по сведениям 1864 года», составленному по результатам VIII ревизии 1864 года, Каргалык — владельческое русское сельцо с 10 дворами и 88 жителями и мечетью при ручье Салы. На трёхверстовой карте 1865—1876 года Шуберта Каргалык (или Отрада) обозначен также с 10 дворами. В «Памятной книге Таврической губернии 1889 года» по результатам Х ревизии 1887 года записан Каргалык с 5 дворами и 25 жителями.
После земской реформы 1890-х годов село осталось в преобразованной Салынской волости. На верстовой карте 1890 года в деревне обозначено 9 дворов с русским населением. По «…Памятной книжке Таврической губернии на 1892 год», в Каргалыке, не входившем ни в одно сельское общество, числилось 12 безземельных жителей, не имеющих домохозяйств. По «…Памятной книжке Таврической губернии на 1902 год» в экономии Каргалык, входившей в Салынское сельское общество, числилось 35 жителей, домохозяйств не имеющих. Но в Статистическом справочнике Таврической губернии 1915 года поселение не значится.
После установления в Крыму Советской власти, по постановлению Крымревкома от 8 января 1921 года была упразднена волостная система и село включили в состав вновь созданного Судакского района Феодосийского уезда,, а в 1922 году уезды получили название округов. 11 октября 1923 года, согласно постановлению ВЦИК, в административное деление Крымской АССР были внесены изменения, в результате которых округа ликвидировались и Судакский район стал самостоятельной административной единицей. Согласно Списку населённых пунктов Крымской АССР по Всесоюзной переписи 17 декабря 1926 года, в селе Каргалык, Эльбузлынского сельсовета Судакского района, числилось 8 дворов, из них 6 крестьянских, население составляло 39 человек, из них 36 русских и 3 грека.
В 1944 году, после освобождения Крыма от фашистов, 12 августа 1944 года было принято постановление № ГОКО-6372с «О переселении колхозников в районы Крыма» и в сентябре 1944 года в район приехали первые новоселы (2469 семей) из Ставропольского и Краснодарского краёв, а в начале 1950-х годов последовала вторая волна переселенцев из различных областей Украины. С 25 июня 1946 года селение в составе Крымской области РСФСР. Указом Президиума Верховного Совета РСФСР от 18 мая 1948 года Каргалык переименовали в Зелёную. 26 апреля 1954 года Крымская область была передана из состава РСФСР в состав УССР. После ликвидации в 1959 году Старокрымского района село переподчинили Судакскому в составе Переваловского сельсовета. Указом Президиума Верховного Совета УССР «Об укрупнении сельских районов Крымской области», от 30 декабря 1962 года Судакский район был упразднён и село присоединили к Белогорскому. 1 января 1965 года указом Президиума ВС УССР «О внесении изменений в административное районирование УССР — по Крымской области» Зелёную вновь включили в состав Кировского района. Включено в состав Грушевки в период с 1968 года, когда Зелёное ещё записано в составе Грушевского сельсовета и по 1977 год, когда это село уже значилось в списках объединённых.

### Динамика численности населения
| - 1864 год — 88 чел. - 1889 год — 25 чел. - 1892 год — 12 чел. | - 1902 год — 35 чел. - 1926 год — 39 чел. |